# Partito Repubblicano d'Armenia
Il Partito Repubblicano d'Armenia (in armeno: Հայաստանի Հանրապետական Կուսակցութուն, HHK), è un partito politico armeno conservatore, fondato nel 1990.
HHK si considera erede del Partito del Pellegrinaggio Religioso Nazionale e del Partito Nazionale Unito. È stato il partito dominante in Armenia dalla fine degli anni novanta fino al 2018.

## Storia
Ruolo importante nella fondazione del partito è stato svolto dall'Armata dell'Indipendenza, formazione politico-militare che si impegnò alla fine degli anni ottanta del XX secolo per l'indipendenza dell'Armenia dal potentato russo. Dal 1990 al 1997 leader del partito fu Ashot Navasardyan, che venne sostituito da Andranik Margaryan.
Nel 1992 HHK prese parte alla coalizione Alleanza Nazionale, che aveva tra i punti qualificanti la risoluzione della questione dell'Artsakh (Nagorno Karabakh), l'oblast' ad ampia maggioranza armena già appartenente al territorio della Repubblica Socialista Sovietica Azera. Nel 1995, HHK prese parte all'Unione preelettorale "Repubblica", che si sciolse poco dopo a causa delle divergenze circa la questione dell'Artsakh. Nel 1998 HHK ha visto l'adesione di alcuni esponenti dell'Unione dei Volontari Yerkrapah. Nel 1999, HHK diede vita all'alleanza preelettorale "Unità". Le elezioni del 1999 segnarono la svolta nella vita del partito. Il HHK elesse infatti 30 deputati, contro i 5 del 1995 e l'unico del 1990. La coalizione "Unità" ottenne la maggioranza dei seggi e Vazgen Sargsyan del HHK divenne primo ministro. Nell'ottobre del 1999 Vazgen Sargsyan venne assassinato, HHK nominò, allora, primo ministro Aram Sargsyan, fratello di Vazgen.
Alle elezioni del 2003 il partito raggiunse il 23,5% dei consensi ed elesse 40 deputati (17 nel maggioritario e 23 nel proporzionale). In tal modo Andranik Margaryan, leader di HHK, è divenuto capo del governo, con il sostegno della Federazione Rivoluzionaria Armena (nazionalisti) e Governo della Legge (centristi). È bene precisare che, a seguito delle elezioni del 2003, nel Parlamento armeno ben 42 deputati su 134 furono eletti come indipendenti, non essendo affiliati ad alcun partito di rilievo nazionale.
Andranik Margaryan, leader del partito e primo ministro, morì il 25 marzo 2007, venendo sostituito in entrambe le cariche da Serž Sargsyan.
Alle legislative del 12 maggio 2007 HHK ottenne il 33,9%, con un incremento di 10 punti percentuali, ed eleggendo ben 33 deputati in più. Le elezioni del 2007 videro il numero dei partiti presenti in Parlamento ridursi a 5 e la netta riduzione dei deputati indipendenti (17).
Alle elezioni presidenziali del 19 febbraio 2008 il leader del partito e primo ministro uscente Serž Sargsyan venne eletto presidente al primo turno col 52,82% dei voti. Serž Sargsyan entrò in carica come presidente il 9 aprile successivo cedendo la carica di primo ministro a Tigran Sargsyan.
Alle elezioni parlamentari del 6 maggio 2012 il HHK si riconfermò primo partito con il 43,7% dei voti e 69 seggi.
Alle elezioni presidenziali del 18 febbraio 2013 il presidente uscente Serž Sargsysan venne rieletto col 56,67% dei voti.
Nel 2014 si verificarono proteste contro la riforma delle pensioni proposta dal primo ministro Tigran Sargsyan, che venne anche dichiarata in parte incostituzionale da un tribunale. Per questi motivi Sargsyan lasciò la carica di primo ministro, venendo sostituito il 13 aprile da Hovik Abrahamyan.
Nel 2015 il partito si fece promotore di un progetto di riforma costituzionale mirante a trasformare il paese da repubblica semi-presidenziale in repubblica parlamentare, in particolare la riforma prevedeva l'ampliamento dei poteri esecutivi del primo ministro, che avrebbe dovuto essere proposto dalla coalizione vincitrice delle elezioni e a cui sarebbe stato attribuito il comando supremo delle forze armate, e un forte ridimensionamento dei poteri del presidente della repubblica che non sarebbe stato più eletto dai cittadini ma dal parlamento per un solo mandato di sette anni (mentre precedentemente il mandato presidenziale era stato di cinque anni e un presidente poteva ottenere al massimo due mandati). Tale riforma venne approvata dai cittadini con un referendum il 6 dicembre 2015 col 63,35% dei voti e sarebbe dovuta entrare in vigore nel 2018 allo scadere del mandato presidenziale di Serž Sargsyan.
L'8 settembre 2016 il primo ministro Abrahamyan rassegnò le dimissioni venendo sostituito il 13 dello stesso mese da Karen Karapetyan.
Alle elezioni parlamentari del 2 aprile 2017 il partito ottenne il miglior risultato della sua storia col 49,15% dei voti e 58 seggi su 105.
Il 2 marzo 2018 in accordo con le nuove norme costituzionali il parlamento ha eletto presidente della repubblica Armen Sarkissian, il quale il 17 aprile ha nominato primo ministro l'ex presidente Serž Sargsyan, provocando così la forte reazione dell'opposizione guidata da Nikol Pashinyan, che, sostenendo che la riforma costituzionale fosse semplicemente un mezzo per mantenere al potere Sargsyan dopo la fine del suo secondo mandato, ha dato il via a una serie di imponenti manifestazioni e scioperi, definita da Pashinyan stesso come una Rivoluzione di Velluto. Il 23 aprile, pressato dalle proteste, Sargsyan si è dimesso da primo ministro. L'8 maggio Pashinyan è stato nominato primo ministro e ha formato un governo di coalizione con alcuni partiti che erano stati precedentemente alleati del HHK, che per la prima volta dopo oltre venti anni si è trovato all'opposizione.
Il 9 dicembre 2018 alle elezioni anticipate convocate per le dimissioni del primo ministro Pashinyan il HHK ha ottenuto il peggior risultato della sua storia col 4,7% dei voti insufficiente a superare la soglia di sbarramento per entrare in parlamento.

## Ideologia
Nel programma del partito si legge che:
- HHK è "un partito nazional-conservatore";
- "Gli obiettivi e l'azione di HHK partono dall'idea dell'eternità della Nazione e della Patria [...] Avendo riguardo al ruolo della Chiesa Apostolica Armena nella vita spirituale del popolo armeno, nella conservazione del linguaggio e della cultura armeni e nella conservazione dell'unità della nazione armena, HHK considera la Chiesa come parte integrante dell'essenza armena, un'entità nazionale che è chiamata a servire la Nazione e Dio con il suo credo ed il suo impegno";
- "La politica economica dello stato armeno deve basarsi sull'esperienza internazionale, tenendo presente le peculiarità nazionali. Lo stato deve creare condizioni favorevoli per l'efficiente attività dei settori privato e pubblico, agendo come garante delle relazioni economiche liberali e del miglioramento della diversità di strutture di proprietà";
- "La base della società armena è la famiglia tradizionale".